# Cebula zwyczajna
Cebula (Allium cepa L.) – zwyczajowa nazwa warzywa należącego do rodziny amarylkowatych. Prawidłowa nazwa botaniczna to czosnek cebula, jest to bowiem gatunek należący do rodzaju czosnek. W użyciu jest jednak głównie nazwa cebula. Inne używane nazwy to: cebula ogrodowa, cebula zwyczajna, dymka, skulibaba.

## Historia uprawy
Obecnie cebula nie występuje już w stanie dzikim, jako warzywo natomiast uprawiana jest niemal we wszystkich krajach. Pochodzi prawdopodobnie z Azji Środkowej, uprawiana jest od bardzo dawna. Rysunki cebuli znajdowane są na wykopaliskach w Palestynie pochodzących z epoki brązu sprzed około 5000 lat p.n.e. Nie wiadomo, czy była wówczas uprawiana, czy tylko zbierana, większość naukowców jest jednak zdania, że mogła być uprawiana już wówczas: jest bowiem łatwa do uprawy i przechowywania. Na pewno była uprawiana w Starożytnym Egipcie co najmniej 3200 lat p.n.e. Malowidła na płaskorzeźbach egipskich oraz teksty na grobowcach wskazują, że spożywano ją w dużych ilościach. Podczas budowy piramidy Cheopsa na zakup cebuli dla robotników wydano 1600 talentów, co było bardzo dużą kwotą. Resztki cebuli znajdowane są pomiędzy zwojami bandaży, którymi w Starożytnym Egipcie owijano mumie, a czasami w oczodołach mumii. Cebula miała wówczas bardzo duże znaczenie gospodarcze, często znajduje się na egipskich wykazach podatkowych. Również starożytni Rzymianie regularnie jedli cebulę i uprawiali ją w swoich ogrodach. W Ameryce cebulę przywiezioną przez osadników z Europy zaczęto uprawiać od 1648 r., później okazało się, że Indianie wcześniej już znali i zjadali różne dzikie gatunki miejscowych cebul.

## Morfologia
ŁodygaJest bardzo skrócona (tzw. piętka). Kwiatostany wynoszone są w górę na dętych głąbikach, bardzo podobnych do liści. Głąbiki nad cebulą przechodzą przez tzw. łodygę pozorną, czyli rurkę tworzoną przez zwinięte i skrócone liście asymilacyjne.
LiścieCzęścią jadalną cebuli są mięsiste pochwy liściowe (białe, fioletowe, żółte) tworzące w dolnej części rośliny cebulę – organ spichrzowy. Z cebuli wyrastają także liście asymilacyjne – zielone, obłe i dęte. Są one rzadziej spożywane – jako zamiennik liści szczypiorku.
KwiatyW drugim roku uprawy cebula wykształca pędy kwiatostanowe (głąbiki) wysokości 90–190 cm zakończone kulistymi baldachami zawierającymi 50–1000 kwiatów.
OwoceTorebki zawierające zwykle 6 trójgraniastych czarnych pomarszczonych nasion (250–370 szt./g).
KorzeńCebula wytwarza wiązkowy system korzeniowy sięgający 30–40 cm.

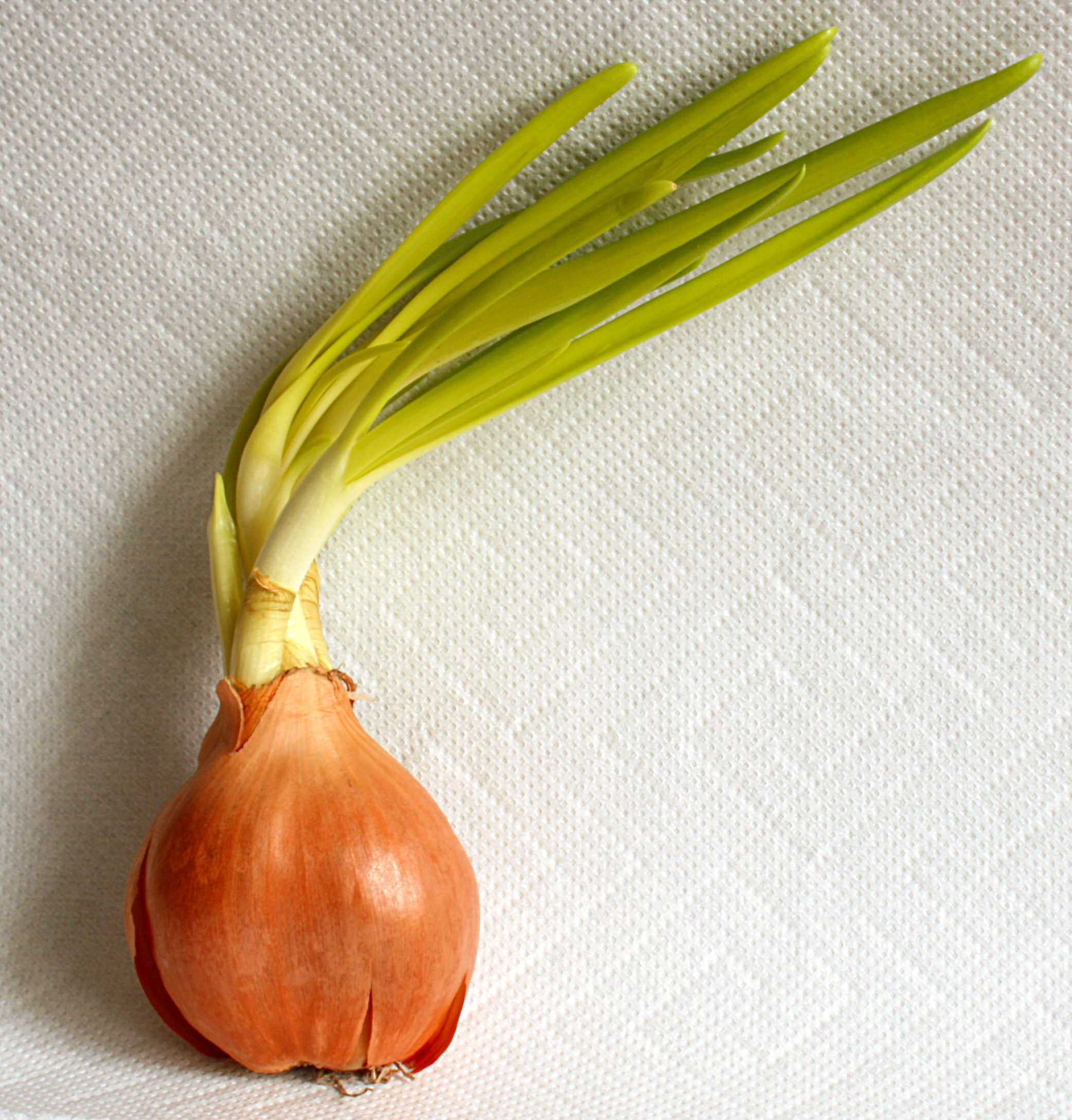
Cebula zwyczajna
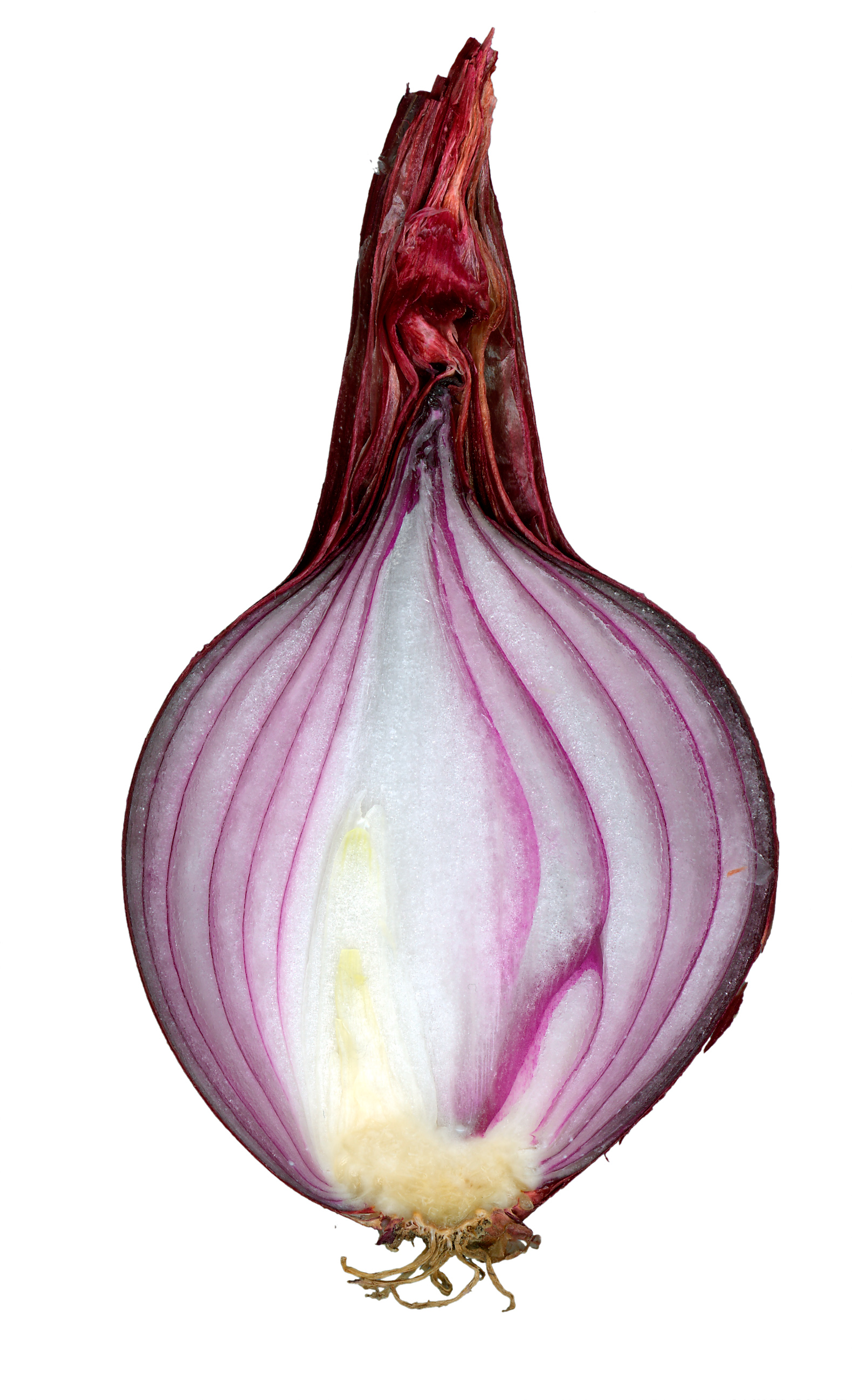
Przekrój podłużny przez cebulę (odmiana czerwona).
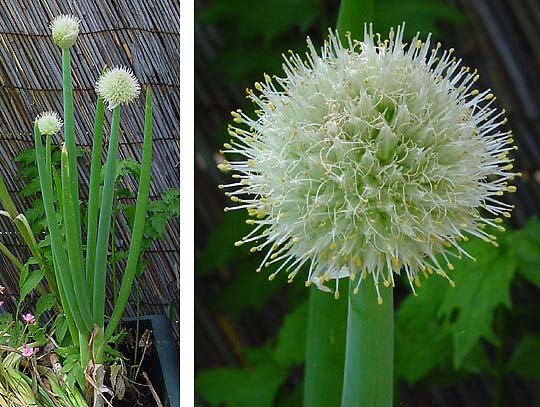
Pęd i kwiatostan
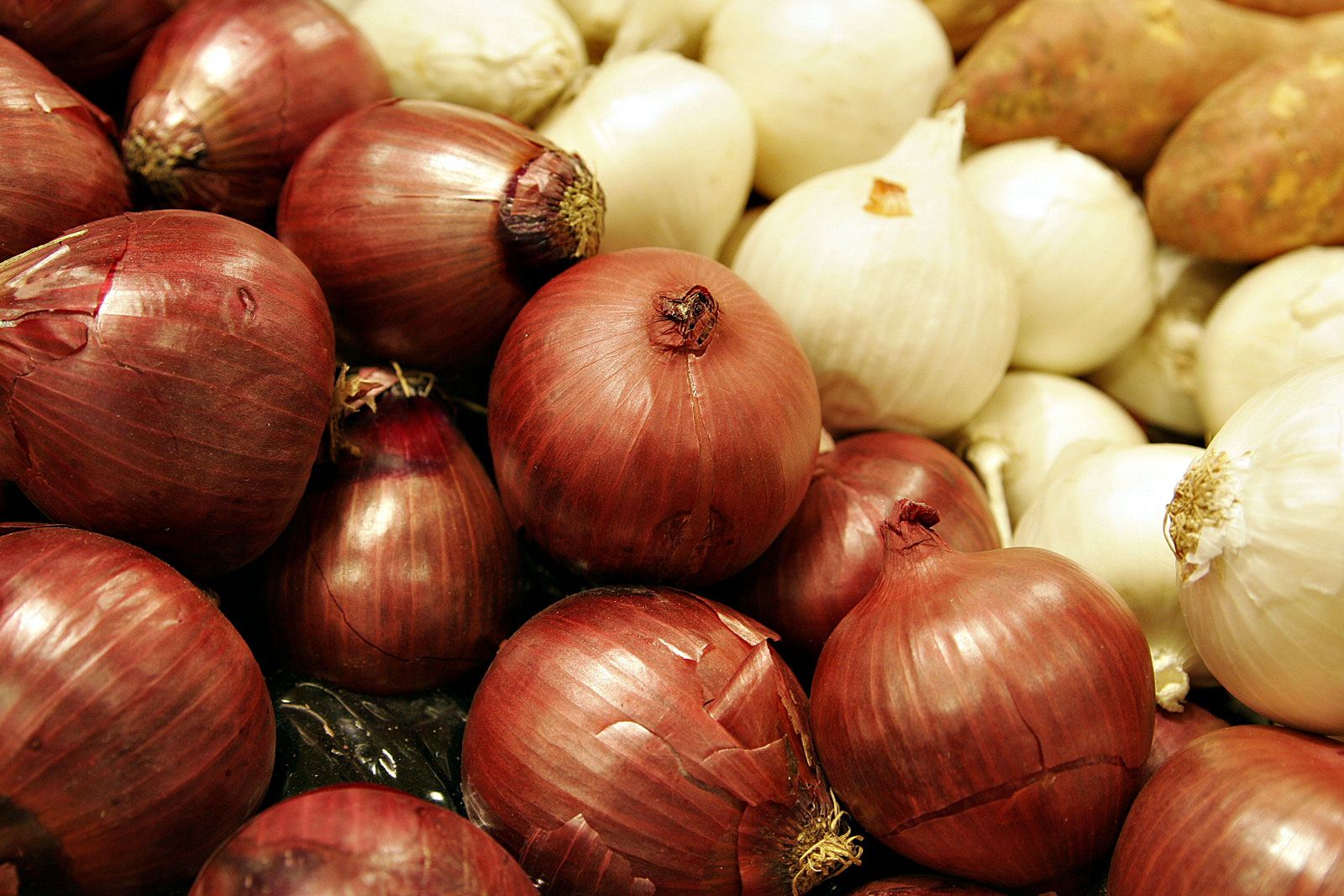
Dwie odmiany cebuli – czerwona i biała
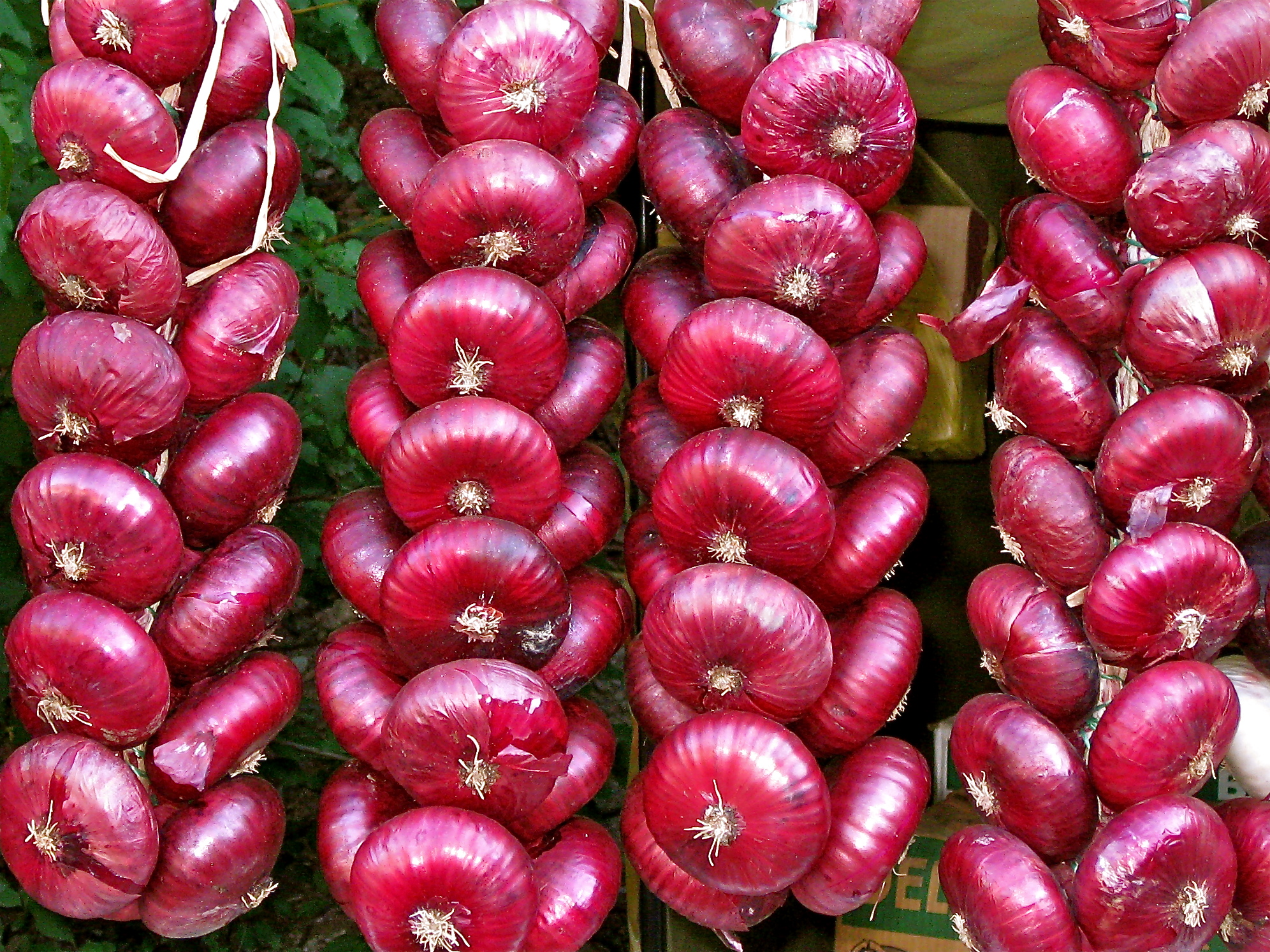
Słodka cebula krymska

## Biologia
Roślina dwuletnia, rzadziej bylina.

## Wartość odżywcza i lecznicza
W roślinie, a w szczególności w cebuli (część morfologiczna) występują olejki lotne, m.in. dwusiarczek alilo-propylowy o charakterystycznym zapachu oraz inne siarczki i związki alkilowe. Oprócz substancji podanych w tabeli powyżej występują ponadto: enzymy, saponiny, flawonoidy (izoramnetyna, kwercetyna), pektyna, sole krzemu. Cebula ma silne właściwości fitoncydowe, stąd szeroko wykorzystywana jest w medycynie ludowej i fitoterapii. W leczeniu wykorzystuje się całe świeże cebule, liście oraz sok. Dla celów leczniczych można wykorzystywać cebulę przez cały jej okres wegetacyjny.
Działanie: dezynfekujące, obniżające ciśnienie tętnicze krwi, moczopędne, poprawiające przemianę materii, wykrztuśne. Zawarta w cebuli kwercetyna ma działanie antyoksydacyjne, przeciwalergiczne, przeciwwirusowe, przeciwzapalne i stymuluje układ odpornościowy.

## Łzawienie przy krojeniu
Cebula zawiera enzym LFS, który po zmieszaniu z zawierającymi siarkę kwasami sulfonowymi przekształca je w lakrymator LF. Lakrymator samorzutnie przekształca się w 1-sulfinylopropan, który wydzielony do powietrza przy krojeniu cebuli podrażnia śluzówkę oczu, a to powoduje łzawienie.
Wewnątrz komórek cebuli znajdują się prekursory kwasu sulfenowego, które po uszkodzeniu komórek i zetknięciu z obecnymi w wakuolach cząsteczkami alliiny tworzą lotną substancję drażniącą oczy.

## Uprawa
Wymagania
- Cebula jest rośliną klimatu umiarkowanego, optymalna temperatura kiełkowania wynosi 20 °C, choć kiełkuje już przy 5 °C.
- Ze względu na płytki system korzeniowy roślina wrażliwa jest na niedobór wody.
- Powinna być uprawiana w drugim roku po nawożeniu obornikiem i nie częściej niż co 3–4 lata na tym samym stanowisku.
- Najwyższy plon cebuli uzyskuje się na glebach próchniczych, lessach, madach; nie udaje się na gruntach podmokłych i kwaśnych (optymalnie 6,5-7,0 pH).
- Jest bardzo czuła na brak w glebie składników pokarmowych takich jak azot (brak wzrostu, żółknięcie), fosfor (powolny wzrost), potas (brązowienie wierzchołków szczypioru)[14].

Choroby
- wirusowe: mozaika ogórka na cebuli, żółta karłowatość cebuli, żółtaczka astra na cebuli,
- bakteryjne: bakterioza cebuli, bakteryjna nekroza liści cebuli, mokra zgnilizna,
- wywołane przez lęgniowce i grzyby: alternarioza cebuli, antraknoza cebuli, biała zgnilizna cebuli, fuzaryjna zgnilizna cebuli, głownia cebuli, mączniak rzekomy cebuli, różowa zgnilizna korzeni cebuli i pora, zielona zgnilizna czosnku, zgnilizna szyjki cebuli[15].

## Wybrane odmiany
Odmiany uprawne:
- ‘Dako’ – cebule duże, spłaszczone, jasnożółte; smak łagodny; średnio wczesna[14].
- ‘Rawska’ – cebule kuliste, słomkowe lub słomkowobrązowe; smak łagodny; późna[14].
- 'Sochaczewska' – cebule duże (130–140 g), kuliste lub nieco wydłużone, okryte dobrze przylegającą łuską o ciemnosłomkowej barwie, smak łagodny, bogate w witaminę C, dobrze przechowujące się przez zimę[16].
- ‘Wolska’ (podobne 'Czerniakowska', 'Kutnowska', 'Sochaczewska', 'Warszawska') – cebule nierówne o różnych kształtach; smak łagodny; średnio późne lub późne; dobrze się przechowują; twórcą tej odmiany był Czesław Zajkowski – przed wojną posiadacz gospodarstwa ogrodniczego na warszawskiej Woli u zbiegu ulic Wolskiej i Elekcyjnej[14].
- ‘Żytawska’ – cebule średniej wielkości, spłaszczone, słomkowożółte; smak ostry; późna[14].
- 'Red Baron' – cebule czerwone; smak łagodny.

Odmiany botaniczne:
- cebula kartoflanka (Allium cepa L. var. agregatum Don.) – odmiana ta tworzy gniazda składające się z kilku, kilkunastu cebul o łagodnym smaku; ma mniejsze wymagania glebowe; rzadko wytwarza pędy kwiatostanowe[17].

Mieszańce międzygatunkowe:
- cebula wielopiętrowa (Allium ×proliferum (Moench) Schrad. ex Willd.) jest krzyżówką A. fistulosum × A. cepa[18],
- A. ×cornutum (Clementi ex Visiani, 1842) jest triploidalnym mieszańcem A. cepa, A. pskemense i A. roylei[19].

Inne:
- cebula dymka – małe cebule przeznaczone do sadzenia (najczęściej), a także marynowania i konsumpcji na surowo,
- cebula szalotka (właśc. czosnek askaloński, Allium ascalonicum L.),
- cebula cukrowa – odmiany o słodkawym, delikatnym smaku.

## Udział w kulturze
- W Biblii cebula wymieniona jest dwa razy. W Księdze Liczb z cytatu (11,5) dowiadujemy się, że Izraelici podczas ucieczki z Egiptu do Ziemi Obiecanej bardzo tęsknili za cebulą, której nie mieli na pustyni. Świadczy to, że cebula była wówczas w Egipcie warzywem popularnym i lubianym[5].
- Dla starożytnych Egipcjan cebula symbolizowała życie wieczne, z tego też powodu umieszczali ją w mumiach. Np. mumia faraona Ramzesa IV miała cebule w oczodołach, kapłani często rysowani byli z cebulą w ręce[6].
- W Starożytnej Grecji sportowcy jedli duże ilości cebuli. Wierzono, że wydatnie poprawia ona sprawność fizyczną. Gladiatorzy rzymscy przed walką na arenie nacierali mięśnie cebulą i oliwą[6].